# Adrien Lambert
Pour les articles homonymes, voir Lambert.
Joseph Adrien Henri Lambert (15 juillet 1913-23 juillet 2003) est un agriculteur et homme politique fédéral du Québec.

## Biographie
Né à Saint-Adrien-d'Irlande dans la région de Chaudière-Appalaches, Adrien Lambert devint secrétaire-trésorier de la municipalité nouvellement fondée de Saint-Janvier-de-Joly de 1944 à 1970. Candidat indépendant, il fut défait à deux occasions lors des élections de 1949 et de 1965 dans la circonscription de Lotbinière. Après s'être rallié au Ralliement créditiste en 1968, il devint député de la circonscription de Bellechasse. Réélu en 1972, 1974 et en 1979, il fut défait en 1980.